# Donato Montorfano
Donato Montorfano ou Giovanni Donato (di Alberto) da Montorfano (Milan, v. 1460 – Milan,1502/1503) est un peintre italien qui fut actif en Lombardie. 

## Biographie
Donato Montorfano est issu d'une famille d'artistes peintres. Son grand-père Abramo da Montorfano a travaillé au Duomo de Milan et était un des principaux artistes de la ville. Son père Alberto et son frère Vincenzo ont perpétré la tradition familiale.
L'œuvre la plus célèbre de Donato est la grande Crucifixion réalisée en 1497 dans le réfectoire de l'église Santa Maria delle Grazie à Milan, située sur la paroi opposée à la fameuse Cène de Léonard de Vinci. La date 1495 et la signature sont bien évidentes sur une stèle aux pieds de Madeleine, sous la croix. Il s'agit de la seule œuvre signée et datée de l'artiste arrivé pratiquement au terme de sa carrière.
De sa main reste aussi la décoration de quelques chapelles dans l'église San Pietro in Gessate à Milan ; les décorations des chapelles Saint-Antoine, Saint-Jean le Baptiste et de la Vierge, lui sont attribuées.

## Œuvres
- Crucifixion (1497), fresque, réfectoire de l'église Santa Maria delle Grazie, Milan
- Décoration de chapelles, église San Pietro in Gessate, Milan

## Sources
- (it) Cet article est partiellement ou en totalité issu de l’article de Wikipédia en italien intitulé « Donato Montorfano » (voir la liste des auteurs).